# Cerodontha nigricoxa
Cerodontha nigricoxa este o specie de muște din genul Cerodontha, familia Agromyzidae, descrisă de Malloch în anul 1914.
Este endemică în Taiwan. Conform Catalogue of Life specia Cerodontha nigricoxa nu are subspecii cunoscute.